# Tobleronehusen

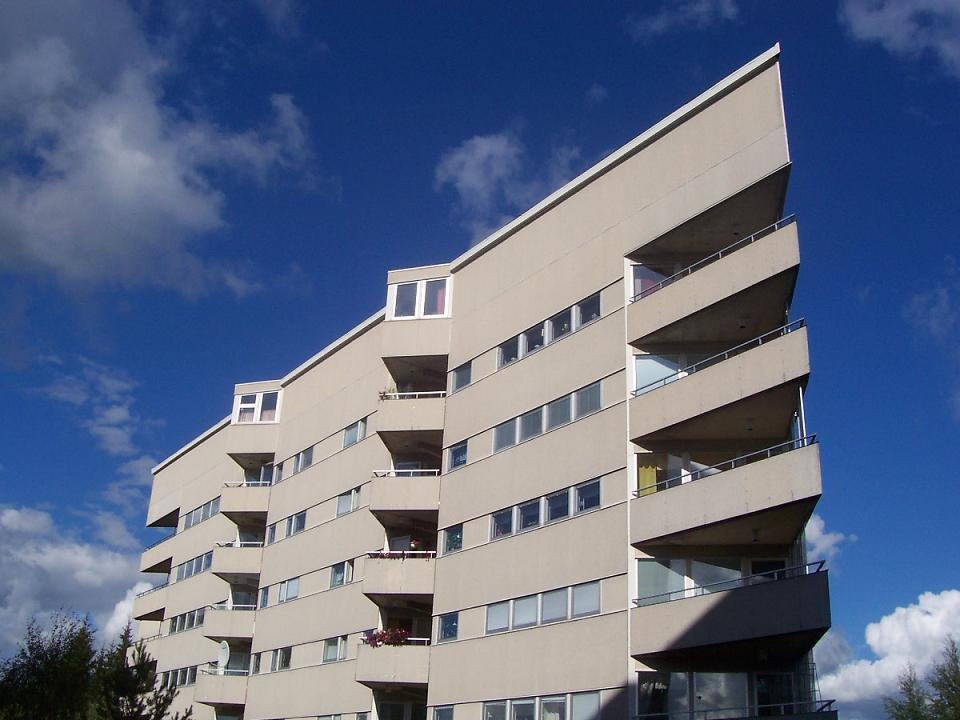
Södra väggen på Ostvägen 153. Bilden tagen 2006-08-30

Tobleronehusen är det inofficiella namnet på fyra trekantiga flerbostadshus med sju bostadsvåningar på Ostvägen i västra Ersboda i Umeå. Tobleronehusen uppfördes 1982. Smeknamnet kommer av chokladkakan Toblerone, vars trekantiga form husen delar. Arkitekt var Svante Öhman.
Det allmännyttiga kommunala bostadsföretaget AB Bostaden äger husen. I alla hus finns det högst upp på den åttonde våningen bastu och samlingslokal, med utsikt söderut över hela Umeå. Fönstren till dessa lokaler syns högst upp på husens södersida (burspråk). Adresserna till husen är Ostvägen 151, 153, 155 och 157.